# Buckingham Castle
Buckingham Castle är ett slott i Storbritannien.   Det ligger i kommunen Buckinghamshire och riksdelen England, i den södra delen av landet, 80 km nordväst om huvudstaden London. Buckingham Castle ligger 88 meter över havet.
Terrängen runt Buckingham Castle är platt. Runt Buckingham Castle är det ganska tätbefolkat, med 192 invånare per kvadratkilometer. Närmaste större samhälle är Milton Keynes, 16,7 km öster om Buckingham Castle. Trakten runt Buckingham Castle består till största delen av jordbruksmark.